# Симфония № 14 (Дмитрий Шостакович)
„Симфония № 14“ в сол минор (опус 135) е симфония на руския композитор Дмитрий Шостакович от 1969 година.
Предназначена за изпълнение от малък оркестър, сопран и бас, тя е посветена на английския композитор Бенджамин Бритън. По форма наподобява песенен цикъл върху текстове на Федерико Гарсия Лорка, Гийом Аполинер, Вилхелм Кюхелбекер и Райнер Мария Рилке, обединени от темата за смъртта. Представена е за пръв път на 29 септември 1969 година в Ленинград от Московския камерен оркестър, а солисти са Галина Вишневская и Евгений Владимиров.